# Drosòfila
|  | No s'ha de confondre amb Ceratitis capitata. |

Les drosòfiles (Drosophila) són un gènere de dípters braquícers. Són petites mosques que sovint s'anomenen mosques del vinagre, mosques de la fruita, mosques del vi o mosques del raïm.
Una espècie en particular, Drosophila melanogaster, s'ha usat molt en recerca en el camp de la genètica i és un organisme model comú en la biologia del desenvolupament. Els termes "mosca de la fruita" i "Drosophila" sovint s'usen com a sinònims amb D. melanogaster en la literatura biològica moderna. Hi ha una altra família dípters, Tephritidae, que  també es denominen "mosques de la fruita".

## Taxonomia
Tal com està descrit fins ara, el gènere Drosophila és parafilètic. S'han descrit unes 1.450 espècies amb molta diversitat quant a aparença, comportament i hàbits d'aparellament, però sembla que n'hi ha moltes més encara per descriure.
A Hawaii s'han descrit unes 380 espècies al llarg d'estudis recents i es calcula que n'hi ha fins a 500.